# Eberhard Kloke
Eberhard Kloke

Link zum Bild

Eberhard Kloke (* 24. November 1948 in Hamburg) ist ein deutscher Dirigent und Komponist. Er war Generalmusikdirektor in Ulm, Freiburg im Breisgau und Bochum und Leiter der Nürnberger Oper und der Staatsphilharmonie Nürnberg.

## Leben
Eberhard Kloke erhielt seine Dirigierausbildung an der Berliner Staatlichen Hochschule für Musik und studierte Musikwissenschaft und Germanistik an der Freien Universität Berlin. Nach Kapellmeistertätigkeiten in Mainz, Darmstadt, Düsseldorf und Lübeck wurde Eberhard Kloke 1980 als Generalmusikdirektor nach Ulm berufen und ging 1983 in gleicher Position nach Freiburg im Breisgau.
Ab 1984 führten ihn Gastdirigate u. a. an die Deutsche Oper Berlin, an die Komische Oper Berlin, zu den Essener Philharmonikern, dem Orchester der Beethovenhalle Bonn und zu vielen europäischen Rundfunkorchestern (WDR Sinfonieorchester Köln, NDR Sinfonieorchester Hamburg, NDR Radiophilharmonie Hannover, SWR, Rundfunk-Sinfonieorchester Saarbrücken, Deutsches Symphonieorchester, RAI Rom, Rundfunkorchester Ljubljana, Slowakische Philharmonie Bratislava) und zu den Wiener Festwochen, zum Brucknerfest in Linz und zu den Salzburger Festspielen.
Von 1988 bis 1994 war er Generalmusikdirektor der Bochumer Symphoniker. Von 1993 bis 1998 war er Generalmusikdirektor der Nürnberger Oper und Leiter des Philharmonischen Orchesters der Stadt Nürnberg.
Die Musik der Klassik und der Moderne sowie deren Umsetzung in neue musikkonzeptionelle Ansätze bilden das Zentrum der künstlerischen Arbeit von Eberhard Kloke. In Freiburg, Bochum, Nürnberg und im Ruhrgebiet organisierte und leitete er großangelegte Zyklen mit zeitgenössischer Musik (Götterdämmerung_Maßstab und Gemessenes; Jakobsleiter, Ein deutscher Traum, Aufbrechen Amerika, Prometheus, Jenseits des Klanges, Brückenschlag der Musik). 1990 wurde Kloke mit dem Deutschen Kritikerpreis ausgezeichnet und erhielt 1998 die Auszeichnung Bestes Konzertprogramm des Jahres des DMV.
Seit 1998 legt er den Schwerpunkt seiner Tätigkeit außerhalb von Institutionen, um sich ganz auf seine programmatische und kompositorische Arbeit zu konzentrieren. Er gründete 1999 in Berlin musikakzente 21 mit dem Zweck, Kultur- und Musikkonzepte für das 21. Jahrhundert zu entwickeln, mediale Netzwerkmodelle zu schaffen und Umsetzungsstrategien zu entwerfen und anzuwenden. Ab 2001 erweiterte sich Klokes Arbeitsspektrum durch Kompositions- und Transkriptionsarbeiten und durch Initiierung und Realisierung audiovisueller Projekte in Zusammenarbeit mit dem Wiener Medienkünstler Markus Wintersberger. Diese waren entweder Bestandteil von diversen Musikprojekten oder wurden speziell für das Internet weiterentwickelt. 2008 bis 2011 erfolgte die Entwicklung des Labels Samplosition/Vexamplosition-Audio21 in Zusammenarbeit mit Dominik Kloke.
Des Weiteren komponierte Kloke die Filmmusik zu Werner Schroeters Film Diese Nacht (Nuit de Chien), der im August 2008 auf den Filmfestspielen in Venedig uraufgeführt wurde.
Im Oktober 2010 erschien im PFAU-Verlag ein musikprogrammatisches Kompendium von Eberhard Kloke zum Thema Wieviel Programm braucht Musik? Programm Musik-Konzept.
Als Kompositions- und Transkriptionsarbeiten standen im Zentrum der Jahre 2003–2018: Wagner (Der Ring des Nibelungen, Parsifal und Tristan) und Transkriptionsarbeiten zu Bach, Schubert, Schumann, Liszt, Mahler, Schönberg, Bartók, Strauss und Weill und vor allem zu Berg: Wozzeck, Wein, Altenberglieder und Lulu-Gesamtoper für Soli und Kammerorchester und Neufassung des 3. Aktes für Orchester.
2014 bis 2019 entstanden Orchesterfassungen von 14 Beethoven-Klaviersonaten und Neufassungen von Mussorgskys Boris Godunow und Chowanschtschina, Neufassungen von Janáčeks Jenůfa und Katja, Tschaikowskys Pique Dame, und Mazeppa, Debussys Pelléas et Mélisande, Weills Silbersee, Strauss Rosenkavalier und Berlioz Benvenuto Cellini.
Oktober 2010 bis März 2013 kam die Neufassung des dritten Aktes von Alban Bergs Oper Lulu zu Aufführungsserien in Kopenhagen, Oslo, Erfurt, Augsburg, Dresden (Semperoper), Cardiff, Birmingham und Bozen. 2017 spielte das Theater an der Wien Klokes Wozzeck-Bearbeitung in einer spektakulären Neuinszenierung, 2020 fand ebenfalls dort die UA der Salome-Bearbeitung statt. Nach der Götterdämmerung im Mainfranken Theater in Würzburg 2019 wird der Zyklus mit Rheingold fortgesetzt (2022). 2020 und 2021 wurde in Biel und Soloturn (Schweiz) die UA der Neufassung von Blaubart aufgeführt. Am 23. März 2021 hatte die Rosenkavalier-Bearbeitung Premiere in der Bayerischen Staatsoper München, ab Juni 2021 wurde in der Deutschen Oper am Rhein Düsseldorf-Duisburg die Neubearbeitung von Tristan und Isolde (als Auftragsarbeit) zur Uraufführung gebracht. Als Auftragsarbeit der Hamburger Staatsoper entstand 2021/2022 eine Neubearbeitung der Strauss-Oper Elektra.
Seit 2002 wird Kloke als Komponist und Bearbeiter bei der Universal Edition (Wien) verlegt, seit 2017 auch bei Schott-Music (Mainz), seit 2018 bei Sikorski (Hamburg) und seit 2019 auch bei Boosey & Hawkes (New York-London-Berlin).

## Kompositionen, Bearbeitungen, Transkriptionen
- Arnold Schönberg Die Jakobsleiter Nach dem Particell Schönbergs bearbeitet für Soli, Chor, Orchester und Recomposition eines neuen Schlusses der Jakobsleiter op. 139 (Partitur ab Takt 602) von Eberhard Kloke (Berlin im April 2025)
- Arnold Schönberg, Moses und Aron Recomposition des dritten Aktes (Szene 1) op. 8 von Eberhard Kloke (2023)
- Johannes Brahms, Die schöne Magelone für hohe Stimme und Klavier op. 33  Transkription für hohe Stimme und kleines Orchester (Kammerorchester) op. 138a 1 bis 15 von Eberhard Kloke (2024/25)  in Kombination mit: Charles Ives, Sieben neu ausgewählte Lieder aus dem Zyklus (114 Songs) für hohe Stimme und Klavier  Transkription für Sopran und kleines Orchester op. 138b von Eberhard Kloke (2024/25)
- Johannes Brahms, Sechs Gesänge für eine Singstimme mit Begleitung des Pianoforte op. 7 (1854) Transkription für hohe Stimme und Kammerorchester op.136 von Eberhard Kloke (2024)
- Charles Ives Sieben Lieder für Sopran und kleines Orchester aus dem Zyklus (114 Songs) für Stimme und Klavier op.130 von Eberhard Kloke
- Eberhard Kloke The Answered Question für kleines Orchester op. 131 nach Charles Ives
- Lili Boulanger Faust et Hélène (Text: Eugène Adenis), Kantate für Tenor, Bariton, Mezzosopran und Orchester (1913) von in der Transkription für Tenor, Bariton, Mezzosopran und kleines Orchester op.129 von Eberhard Kloke (2023)
- Busoni-Strauss-Schönberg, Arlecchino-Zerbinetta-Pierrot. Ein theatralisches Capriccio für Soli und kleines Orchester op. 124, op. 118b und op. 125 von Eberhard Kloke
- Richard Strauss Capriccio, Konversationsstück in einem Akt, Fassung für Soli und kleines Orchester op. 123 von Eberhard Kloke
- Richard Strauss diverse Lieder für Sopran und Klavier in der Bearbeitung für Sopran und Instrumental Ensemble von Eberhard Kloke op. 106 und op. 117 bis 121
- Richard Strauss Elektra, Transkription für Soli, Chor und 40/41 Instrumentalisten op. 109 von Eberhard Kloke
- Richard Strauss Der Rosenkavalier, (in english) op. 59, Transkription für Soli, Chor ad lib. und Orchester (Ariadne-Besetzung) op. 90 von Eberhard Kloke
- Richard Strauss Salome, Transkription für 12 Soli und 59 Instrumentalisten (2019) op. 70 von Eberhard Kloke
- Richard Strauss Elektra, Transkription für 13 Soli (ohne Chor) und 65 Instrumentalisten op. 71 von Eberhard Kloke (2019)
- Sinfonische Suite zu Pelléas et Mélisande (Debussy), Neufassung für kleines Orchester op.105 von Eberhard Kloke
- Mussorgsky - Ravel Bilder einer Ausstellung transkribiert als Ausstellungsbilder für Kammerorchester op. 108 von Eberhard Kloke
- Beethoven, Diabelli-Variationen für Klavier op. 120 transkribiert für Instrumentalensemble (26) op. 107 von Eberhard Kloke
- Richard Strauss, Vier Klavierlieder op. 22 transkribiert für hohen Sopran und Kammerensemble op. 106 von Eberhard Kloke
- Vier Bruchstücke aus Beethovens Missa Solemnis Transkription für 4 Soli und Kammerorchester op. 104 von Eberhard Kloke
- Tristan und Isolde, Handlung in drei Aufzügen von Richard Wagner Tristan und Isolde, Handlung und Psychogramm für Soli, Chor ad lib., kleines Orchester, Ensemble, Bühnenmusik I, II und III und Klangband (Schluss) op.100 von Eberhard Kloke im Auftrag der Deutschen Oper am Rhein Düsseldorf-Duisburg
- Kinderszenen für Kammerensemble Der Dichter spricht op.102 von Eberhard Kloke nach Robert Schumanns Kinderszenen op. 15 (1838) für Klavier
- Sinfonietta für Kammerensemble op. 103 von Eberhard Kloke nach Maurice Ravel, Sonatine für Klavier (1905)

- Claude Debussy Pelléas et Mélisande Sinfonische Suite für kleines Orchester op.79 von Eberhard Kloke
- Missa Brevis, vier Bruchstücke aus Beethovens Missa Solemnis, Transkription für 4 Soli und Kammerorchester op. 104 von Eberhard Kloke
- Richard Wagner Tristan und Isolde Handlung und Psychogramm für Soli, Chor ad lib., kleines Orchester Ensemble, Bühnenmusik I, II und III und Klangband (Schluss) op.100 von Eberhard Kloke
- Hector Berlioz Benvenuto Cellini Fassung für Soli, Chor und Orchester op. 98 von Eberhard Kloke
- Richard Strauss Der Rosenkavalier op.59 Transkription für Soli, Chor ad lib. und kleines Orchester (Ariadne-Besetzung) op.90 von Eberhard Kloke
- Richard Wagner Tristan und Isolde, Transkription für Soli, Chor ad lib. und 2 Orchester, op.88 - Kammerorchester 1 (innere Handlung - Vorgeschichte), Orchester 2 (äußere Handlung)
- Kurt Weill, Der Silbersee, Transkription für Soli, Chor und Kammerensemble op. 81
- Peter Tschaikowsky Mazeppa, Neufassung für Soli, Chor und Orchester op. 80
- Claude Debussy Pelléas et Mélisande (1902), Neufassung für Soli und kleines Orchester op. 79
- Wagner, Neufassung des Bühnenweihfestspiels Parsifal für Soli Herrenchor und kleines Orchester op. 78
- Tschaikowskij, Neufassung der Oper Pique Dame für Soli und Orchester op. 75
- Janáček, Neufassung der Opern Jenůfa und Káta Kabanová für Soli, (Chor) und mittleres (kleines) Orchester op. 72/op. 73
- Neufassung op. 66 von Modest Petrowitsch Mussorgskis Chowanschtschina
- Orchesterfassung op. 65 Ohne Sonne des Klavierliedzyklus von Mussorgski
- Fantasie in f-Moll für Orchester op. 63, Transkription nach Franz Schuberts Fantasie zu vier Händen op. 103 in f-Moll D 940 (1828)
- Allegro in a-Moll für Orchester op. 62, Transkription nach Franz Schuberts Allegro zu vier Händen op. posth. 144 in a-Moll D 947 (1828)
- 3 Lieder über den Tod für Sopran/Mezzosopran und Kammerensemble op. 60, transkribiert nach 3 Schumann-Liedern für Sopran und Klavier
- Toccata für Orchester op. 59, Transkription nach Robert Schumanns Toccata op. 7 für Klavier (1830–1833)
- Rhapsodien für Orchester op. 58 transkribiert nach den Rhapsodien für Klavier op. 79 (1879) von Johannes Brahms
- Neufassung op. 56 von Mussorgskis Boris Godunow
- Mussorgski, Kinderstube (1875–1877), Sieben Lieder mit Text und Musik von Modest Mussorgski, transkribiert für Sopran und Kammerensemble op. 57
- 14 Sinfonie-Sonaten als Transkriptionen für Orchester op. 34 bis 47 nach 14 ausgewählten Klaviersonaten von Ludwig van Beethoven
- Robert Schumann, ausgewählte Klavierzyklen in der Bearbeitung für Orchester
- Franz Schubert, ausgewählte Klaviersonaten in der Bearbeitung für Orchester
- Johannes Brahms, Klavierstücke op. 116/118/119 in der Transkription für Orchester op. 29 bis 31
- Franz Liszt Klavier-Charakterstücke aus späterer Zeit in einer Transkription zwischen Paraphrase und freier Bearbeitung für Orchester op. 27.1 bis 27.12
- Johannes Brahms, Vier ernste Gesänge für tiefe Stimme (Bariton oder Alt) mit Begleitung, op. 121 in der Transkription als Drei ernste Gesänge für tiefe Stimme (Bariton oder Alt), einem Rezitator (Lied 1und 2) ad lib. und Orchester op. 28.1
- Schönberg, Moses und Aron, Recomposition der III. Aktes für Soli, Chor und Orchester op. 8
- Gustav Mahler, Rückert-Lieder, Transkription für tiefe Stimme und Kammerensemble (15 Spieler) op. 26.2
- Gustav Mahler, Kindertotenlieder-Lieder, Transkription für tiefere Stimme und Kammerensemble (10 Spieler) op. 25.2
- Richard Wagner, Wesendonck-Lieder für Frauenstimme und Klavier in einer Bearbeitung als komponierte Interpretation („Wagner-Studien 1–3“ und „Tristan-Studien 1–2“) für Sopran/Mezzosopran und Orchester op. 22, auch Fassung für Kammerensemble op. 22a
- Richard Wagner, Bühnenfestspiel Der Ring des Nibelungen, bearbeitet für Soli, Chor (GD) und mittelgroßes Orchester, 2012/2015
  - Rheingold
  - Walküre
  - Siegfried
  - Götterdämmerung
- Transkription von Arnold Schönbergs Die glückliche Hand, Drama mit Musik op. 18 für Bariton (ein Mann), 3 Sprecher-/Sängerinnen, 3 Sänger/Sprecher, 2 stumme Rollen (ein Weib, ein Herr) und Kammerensemble (17 Spieler)
- Transkription von Arnold Schönbergs Erwartung op. 17, Text von Marie Pappenheim
- Transkription von Béla Bartóks Herzog Blaubarts Burg op. 11 (1911) für Sopran, Bariton und mittleres Orchester
- Gustav Mahler, Sieben frühe Lieder, Transkription für Sopran, kleines Orchester und Klangband ad lib. 2010
- Alban Berg, Fünf Orchester-Lieder nach Ansichtskartentexten von Peter Altenberg für Mezzosopran/Sopran und mittleres Orchester op.21 / und Kammerensemble op. 21a
- Alban Berg, Lulu: Gesamtbearbeitung der Oper (I, II, III) (Wien 2007/2008) für Soli und Kammerorchester-Besetzung, auch Neufassung des III. Aktes (große Orchesterfassung), Uraufführung 2010, Königliche Oper Kopenhagen und Oper Oslo
- Lulu_Bruchstücke123, Transkription nach Alban Bergs Lulu (1935), neu ausgewählt und bearbeitet für Sopran, Mezzosopran, Tenor, Bariton und Kammerorchester, 2007
- Alban Berg-Charles Baudelaire, Der Wein, Konzertarie für Sopran/Tenor und Orchester von Alban Berg (1929) nach Texten von Charles Baudelaire (übersetzt von Stefan George), bearbeitet für Sopran/Tenor und Kammerorchester, 2007
- Gustav Mahler, Lieder eines fahrenden Gesellen, in der Bearbeitung für Kammerensemble (2003) für Bariton/Sopran und Kammerorchester, 2007
- Gustav Mahler, Das Lied von der Erde, 1908, Abschied, Bearbeitung für Sopran, Bariton und Kammerorchester (2003)
- Alban Berg Wozzeck, Bearbeitung für Soli und kleines Orchester
- Parsifal Entfernung. Sakrileg Kundry nach Richard Wagners Parsifal von Eduard Clark (1882/2005), Montage aus Wagners Parsifal (Kundry-Passagen) und Musik-, Sprach- und Bild-Répliques für 1 Sopran, Schauspieler, Streichquartett, Klavier, Video und Tonband
- Passionsskizze Transkription (2007) aus Johann Sebastian Bachs Matthäus-Passion (1735), Montage Evangelisationstext: Evangelist, Soli und Turba-Chöre (1988/2007) in 3 Fassungen: groß-mittel-klein
- Richard Wagner, Isoldes Liebestod aus „Tristan und Isolde“, Fassung für Sopran und Kammerorchester (2003)
- Thomas Tallis, Spem in alium Bearbeitung für großes Orchester, Perugia (1990) und Nürnberg (1997)
- Jacques Offenbach, Pariser Leben (La Vie Parisienne) Schauspielhaus Düsseldorf (1978), für Schauspieler und Kammerorchester[8]

## Schriften
- Wieviel Programm braucht Musik? - Programm Musik-Konzept, eine Zwischenbilanz (1980–2010). Pfau-Verlag, Saarbrücken 2010, ISBN 978-3-89727-447-1.
- Aufsätze und Herausgeberschaften zu Musik-Themenkomplexen im Hinblick auf neue Programmatik, Aufführungspraxis und Rezeption.[9]